# أراتا نيشيكيوري
أراتا نيشيكيوري (باليابانية: 錦織新) مواليد 7 سبتمبر 1991، هي لاعبة كرة يد يابانية تلعب كمحور. مثلت منتخب اليابان لكرة اليد للسيدات.

## سجل المنافسة
شاركت في البطولات التالية:
- بطولة العالم لكرة اليد للسيدات 2013